# تومه‌یوسو
تومه‌یوسو (به اسپانیایی: Tomelloso) یک دهستان در اسپانیا است که در استان سیوداد رئال واقع شده‌است. تومه‌یوسو ۲۴۱٫۳ کیلومتر مربع مساحت و ۳۸٬۰۹۵ نفر جمعیت دارد و ۶۶۲ متر بالاتر از سطح دریا واقع شده‌است.

## خواهرخوانده
شهر نیور خواهرخواندهٔ تومه‌یوسو هست.